# Erythroxylum coriaceum
Erythroxylum coriaceum är en tvåhjärtbladig växtart som beskrevs av Nathaniel Lord Britton och P. Wils.. Erythroxylum coriaceum ingår i släktet Erythroxylum och familjen Erythroxylaceae. Inga underarter finns listade i Catalogue of Life.